# هيرب ماكراكين
هيرب ماكراكين (بالإنجليزية: Herb McCracken)‏ هو لاعب كرة قدم أمريكية أمريكي، ولد في 20 يونيو 1899 في بيتسبرغ في الولايات المتحدة، وتوفي في 11 مارس 1995 في أوشين ريدج في الولايات المتحدة.